# Lachnum cruciferum
Lachnum cruciferum är en svampart som först beskrevs av William Phillips, och fick sitt nu gällande namn av John Axel Nannfeldt 1936. Lachnum cruciferum ingår i släktet Lachnum och familjen Hyaloscyphaceae.   Inga underarter finns listade i Catalogue of Life.